# Douglas F4D
Die Douglas F4D Skyray (dt. Himmelsrochen) war ein trägergestütztes Jagdflugzeug der Douglas Aircraft Company von 1954.

## Beschreibung

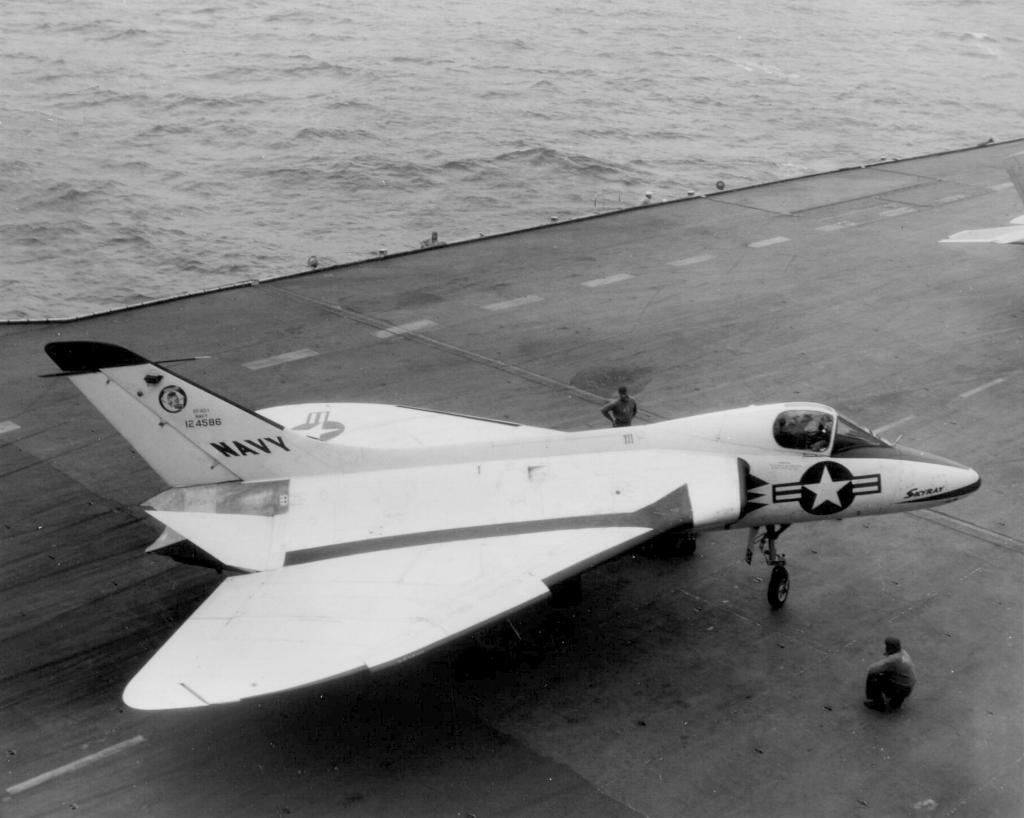
Der Prototyp XF4D-1 an Bord der USS Coral Sea, 1953

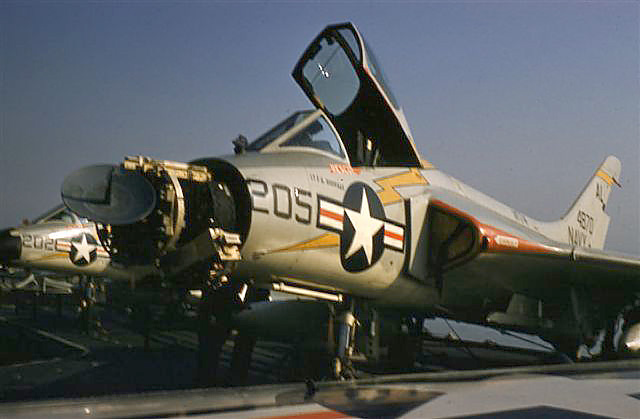
Das APQ-50A-Radar der F4D-1

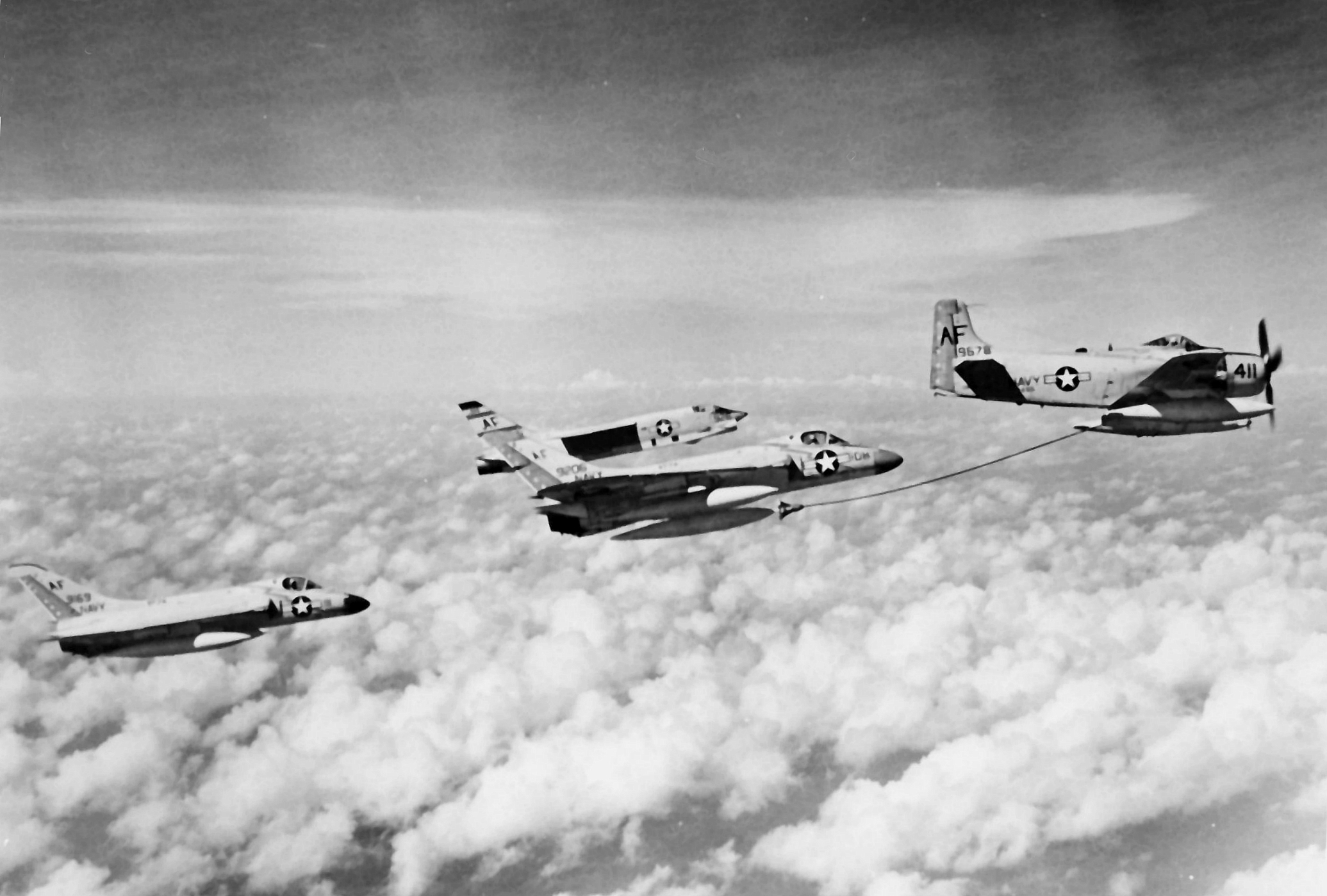
Die F4D-1 konnte über ein Betankungsrohr am Zusatztank in der Luft aufgetankt werden

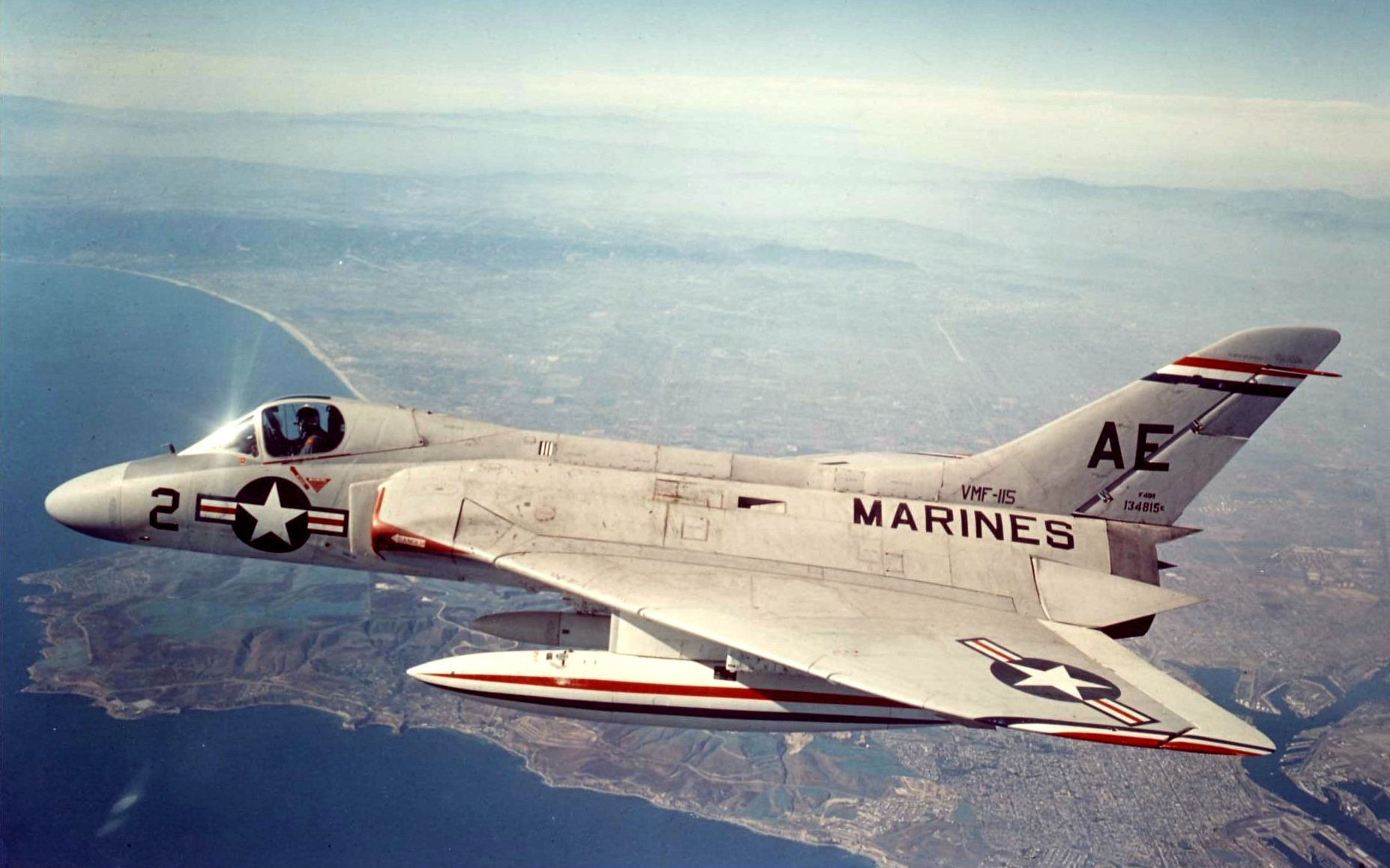
Eine F4D-1 der VMF(AW)-115 des U.S. Marine Corps

Aufbauend auf den deutschen Erfahrungen mit Deltaflügeln entwarf Douglas 1947 einen trägergestützten Abfangjäger mit einer solchen Flügelauslegung. Der Entwurf wurde am 16. Dezember 1948 durch einen Vertrag über die Beschaffung von zwei Prototypen XF4D-1 genehmigt. Der erste flog am 23. Januar 1951 mit einem Allison J35-A-17-Strahltriebwerk mit 2.270kp Schub, was aber eine Notlösung war, da sich die Fertigstellung des eigentlich vorgesehenen Westinghouse J40 verzögert hatte. Später erhielten beide Prototypen XJ40-WE-6 (3.175 kp) bzw. XJ40-WE-8 (5.265 kp mit Nachbrenner). Anhaltende Probleme mit diesen Triebwerken führten schließlich zu dem Entschluss, die Maschinen auf das inzwischen bewährte Pratt & Whitney J57 umzurüsten.
Das Muster ging als F4D-1 Skyray in Serie. Die Skyray war als freitragender Mitteldecker mit einem Deltaflügel und Elevon-Steuerung ausgelegt. Der Deltaflügel hatte gerundete Flügelspitzen, die Lufteinlässe des Triebwerks waren in den Flügelwurzeln untergebracht. Die Maschine verfügte über Treibstofftanks in den Tragflächen und im Rumpf. Das Seitenleitwerk war gepfeilt, der Pilot saß weit vor dem Flügel und hatte dadurch eine gute Rundumsicht. Bewaffnet war die Skyray mit vier 20-mm-Kanonen und bis zu 1500 kg Außenlasten an sechs Unterflügelstationen, unter anderem zwei Lenkraketen AIM-9 Sidewinder.
Obwohl das Flugzeug nur eine kurze Zeit im Dienst war und nie im Kampf eingesetzt wurde, zeigte es großes Potential. Schon der zweite Prototyp stellte am 3. Oktober 1953 mit 1211,746 km/h einen Geschwindigkeitsweltrekord für trägergestützte Flugzeuge auf. Als erstes Flugzeug der US Navy war es in der Lage, Mach 1 im Horizontalflug zu halten.
Die erste Serienmaschine F4D-1 flog am 5. Juni 1954 mit dem J57-P-2 (6.125kp mit Nachbrenner), die Auslieferung der Serienmaschinen verzögerte sich aber bis zum April 1956. Später erhielten die Serienmaschinen J57-P-8-Triebwerke, ohne dass die Typenbezeichnung des Flugzeugs geändert wurde.
Als erste Staffel wurde im April 1956 die VC-3 mit der F4D-1 ausgerüstet. Sie wurde später in VFAW-3 umbenannt und als einzige Staffel der US Navy dem NORAD unterstellt. VFAW-3 war auf der Naval Air Station (NAS) North Island bei San Diego stationiert. Folgende USN-Staffeln flogen die F4D: VFAW-3, VF-13, VF-23, VF-51, VF-74, VF-101, VF-102, VF-141, VF-162, VF-213, VF-881 und VF-882. Die Skyray wurde ebenfalls vom US Marine Corps geflogen, so von den Staffeln VMF-113, VMF-114, VMF-115, VMF-215, VMF-314, VMF-513, VMF-531 und VMF-542. Bis zur Produktionseinstellung im Dezember 1958 wurden insgesamt 420 F4D-1 gebaut. Im September 1962 wurde sie im Rahmen der Änderung des Marinetypenschemas als F-6A umklassifiziert. Zu dieser Zeit flogen nur noch die Staffeln VFAW-3, VMF-114, VMF-531 und VMF(AW)-542 sowie die Reservestaffeln VMF-215, VF-881 und VF-882 die Skyray. Als letzte Staffel nutzte VMF(AW)-542 die F4D-1 bis Februar 1964, die von ihren Piloten liebevoll Ford genannt wurden.
Das markante Erscheinungsbild machte die F4D zu einem der bekanntesten frühen Strahlflugzeuge. Sie hatte eine exzellente Steigrate mit einem enormen Steigwinkel und setzte neue Höhenweltrekorde. Die Skyray war als Höhenabfangjäger entwickelt worden, allerdings wurde sie als Multifunktionsjäger eingesetzt. Ein Flugzeug (BuNo 134759) ging zum National Advisory Committee for Aeronautics (NACA) und wurde bis 1959 dort verwendet.
Der geplante Nachfolger Douglas F5D Skylancer erreichte nur das Prototypenstadium. Er wurde zu Gunsten der Chance Vought F8U aufgegeben.

## Versionen

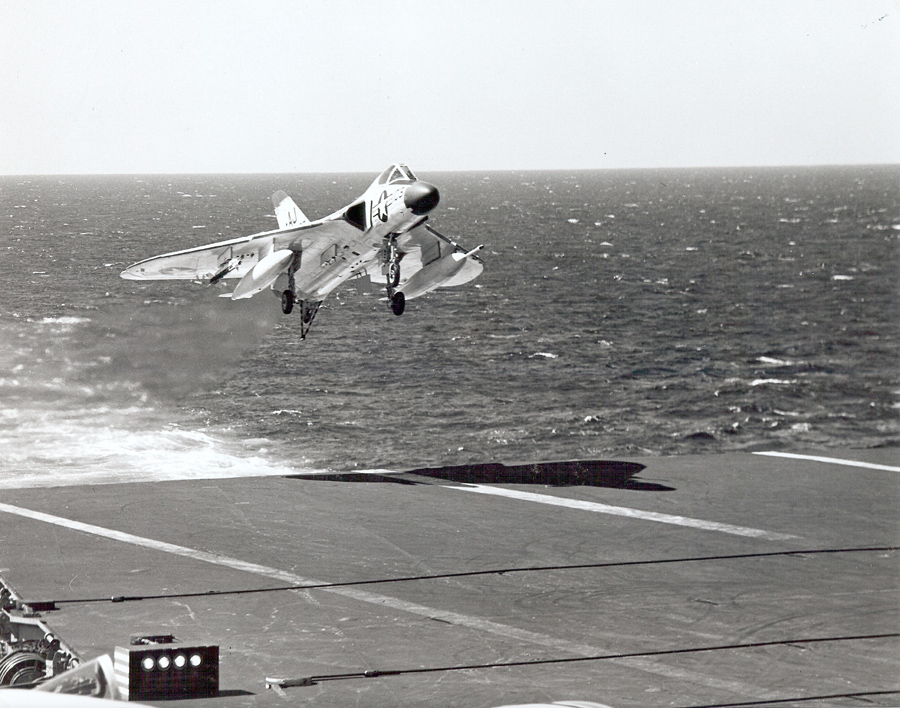
Eine F4D-1 der Staffel VF-141 landet 1961 auf der USS Forrestal

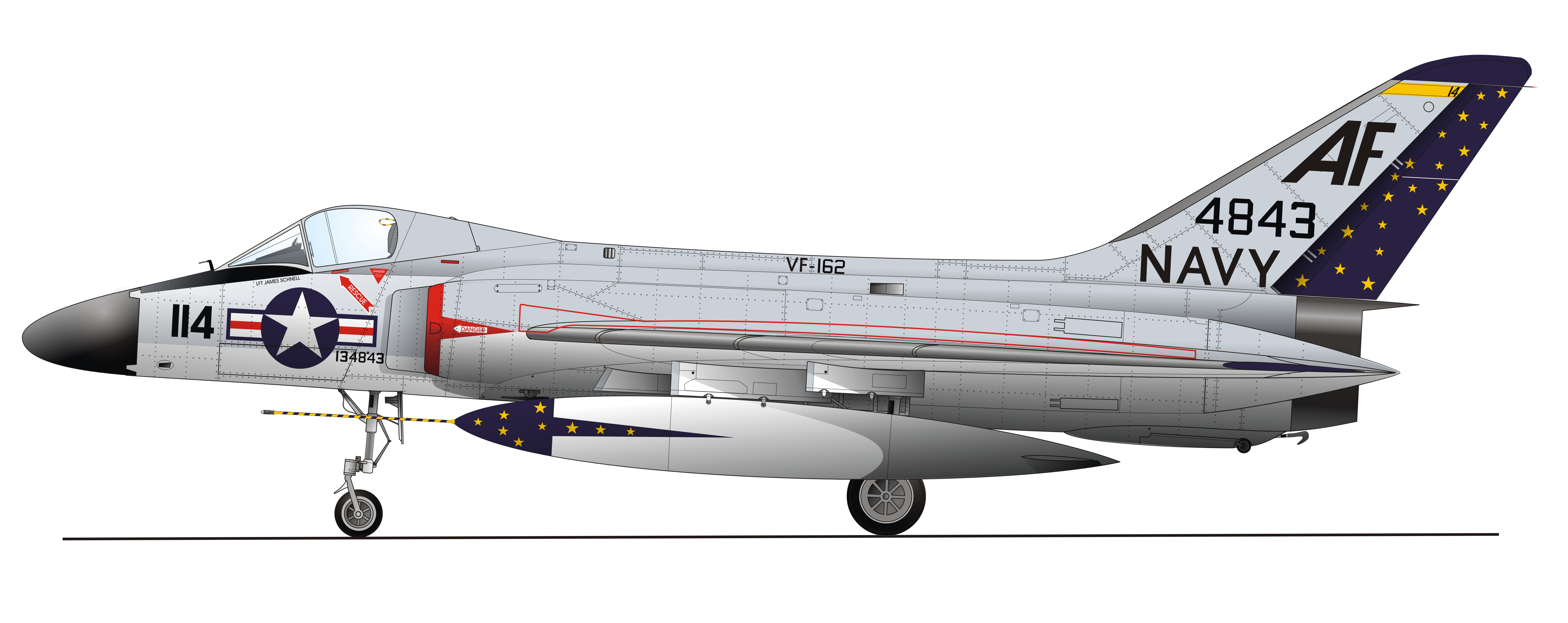
Douglas F4D-1 (BuNo. 134843) der VF-162 „Hunters“, Carrier Air Group Six, Intrepid, 1961

XF4D-1
Prototyp, 2 gebaut. Flogen zuerst mit Allison J33-A-17-Triebwerk, dann Westinghouse XJ40-WE-6/WE-8 (Seriennummern (BuNo) 124586-124587).
F4D-1
Serienversion mit Pratt & Whitney J57-P-2-Triebwerk (später P-8), 420 gebaut (BuNo 130740-130751, 134744-134973, 139030-139207).
F4D-2
F4D-1 mit J57-P-14-Triebwerk. Ein Auftrag über 100 Flugzeuge wurde storniert.
F4D-2N
F4D-2 mit dünneren Flügeln, ca. 2,40 m längerem Rumpf und X-24A-Radar. Vier Flugzeuge wurden gebaut und 1956 als F5D-1 bezeichnet (BuNo 139208-139209, 142349-142350).
YF-6A
Bezeichnung für die XF4D-1 ab 1962.
F-6A
Bezeichnung für die F4D-1 ab 1962.

## Technische Daten
| Kenngröße             | Daten der F4D-1 |
| --------------------- | --- |
| Besatzung             | 1 |
| Länge                 | 13,93 m |
| Spannweite            | 10,21 m |
| Höhe                  | 3,96 m |
| Flügelfläche          | 51,75 m² |
| Flügelstreckung       | 2,0 |
| Leermasse             | 7.268 kg |
| normale Startmasse    | 9.983 kg |
| maximales Startmasse  | 11.340 kg |
| Triebwerk             | ein Pratt & Whitney J57-P-8, -8A oder 8B (4.630kp ohne und 7.260kp mit Nachbrenner)                                                                            |
| Höchstgeschwindigkeit | 1.162 km/h (in 10.975 m Flughöhe) |
| Marschgeschwindigkeit | 837 km/h |
| maximale Steigrate    | 92 m/s |
| Dienstgipfelhöhe      | 16.765 m |
| maximale Reichweite   | 1.931 km |

4-Seiten-Riss einer F4D-1

| Bewaffnung            | - vier 20-mm-Maschinenkanonen Colt Mk 12 - zwei Raketen Sidewinder - 6 × Raketenpaket (7 × 70 mm) - zwei 907-kg-Bomben (insgesamt 1.814 kg Waffenlast möglich) |